# Ewa Villages, Hawaii
Ewa Villages är en ort (CDP) i Honolulu County, i delstaten Hawaii, USA. Enligt United States Census Bureau har orten en folkmängd på 6 108 invånare (2010) och en landarea på 2,9 km².